# نادي إسكيلستونا جويف لكرة اليد
نادي إسكيلستونا جويف لكرة اليد هو نادي كرة يد في السويد تأسس في سنة 1896. يلعب في الدوري السويدي لكرة اليد. تبلغ سعة ملعبه 2601 متفرجا.